# Sobarocephala lumbalis
Sobarocephala lumbalis är en tvåvingeart som beskrevs av Samuel Wendell Williston  1896. Sobarocephala lumbalis ingår i släktet Sobarocephala och familjen träflugor. Inga underarter finns listade i Catalogue of Life.